# Referendarius
Als Referendarii (Plural von referendarius) wurden hochrangige Beamte an den römischen Kaiserhöfen der Spätantike sowie einigen Königshöfen des Frühmittelalters bezeichnet. Noch heute tragen die externen Rechtsgutachter an der Apostolischen Signatur diese Bezeichnung.

## Im spätantiken Imperium
Referendarii waren im spätantiken Römischen Reich eine bestimmte Gruppe von Notaren in der kaiserlichen Verwaltung. Notarii waren dem Kaiser direkt unterstellt und führten unter anderem das Protokoll im consistorium, dem kaiserlichen Hofrat. Der referendarius stieg aus dieser Gruppe stammend im 5. Jahrhundert auf, das Amt ist erstmals 427 belegt. Zunächst waren sie vor allem für die Petitionen an den Kaiser zuständig, indem sie diese dem Kaiser vortrugen und die Antworten des Kaisers an die Bittstellenden übermittelten. Dies war ein mächtiges Amt, weil die referendarii so den Zugang zum Kaiser kontrollierten. Die Zahl der referendarii wuchs im Verlauf der Spätantike zunächst auf 14 an, bis Justinian I. ihre Anzahl im Jahr 535 auf acht begrenzte, womit er auch ihre besondere Wichtigkeit betonte.
Mit der Zeit scheint die funktionelle Machtstellung und der direkte Zugang zum Kaiser zu einer Kompetenzerweiterung geführt zu haben, sodass referendarii auch häufig als kaiserliche Beauftragte oder Berater in rechtlichen Fragen dienten. Somit bündelte der referendarius mehrere Kompetenzen in einer Amtsposition. In Ausnahmesituationen konnten referendarii auch weitere Aufgaben übernehmen; so musste etwa Theodoros, ein referendarius Kaiser Justinians, während der Justinianischen Pest für das Wegräumen der zahlreichen Leichen in Konstantinopel sorgen.

## Merowingerreich
Referendarius ist auch im Frühmittelalter im Merowinger-, Vandalen- und im Ostgotenreich als wichtiges Amt in der Verwaltung belegt, das offenbar auf einer Übernahme der vertrauten römischen Institutionen beruhte. Er fungierte im Merowingerreich als Leiter der königlichen Kanzlei, mit den cancellarii als dem ihm unterstellten Personal. Die referendarii waren für die Ausstellung aller Urkunden und für die Finanzverwaltung verantwortlich. Sie bewahrten auch das königliche Siegel, dienten als juristische Berater und als königliche Beauftragte in administrativen Fragen. Der referendarius war eine Person mit einem direkten Zugang zum König und damit ein wichtiger Vertrauter. Zeitweise amtierten auch mehrere referendarii gleichzeitig; so sind im Jahr 694 vier referendarii als Beisitzer im Königsgericht belegt.
Bei den merowingischen referendarii handelte es sich um Laien (mit entsprechender Bildung) und nicht um Geistliche. Mehrere von ihnen traten später aber der Kirche bei und stiegen bis zum Bischofsamt auf.